# Desa Tamansari (administrativ by i Indonesien, Jawa Barat, lat -6,44, long 108,25)
Desa Tamansari är en administrativ by i Indonesien.   Den ligger i provinsen Jawa Barat, i den västra delen av landet, 160 km öster om huvudstaden Jakarta.